# رودلف براون
رودلف براون (بالألمانية: Rudolf Braun) هو موسيقي وعازف بيانو وملحن نمساوي، ولد في 21 أكتوبر 1869 في فيينا في النمسا، وتوفي بنفس المكان في 30 ديسمبر 1925.

## وصلات خارجية
- رودلف براون على موقع ميوزك برينز (الإنجليزية)